# Фред Макмъри
Фред Макмъри (на английски: Fred MacMurray), е американски филмов, театрален, радио и телевизионен актьор, роден през 1908 г., починал през 1991 г. 
В хода на почти половинвековната си кариера, Макмъри се снима в над 100 филма, включително телевизионни сериали, превръщайки се в един от характерните типажни актьори от класическата ера на Холивуд. Широка световна слава, той добива с главната си роля в класиката на жанра филм ноар „Двойна застраховка“ (1944) на режисьора Били Уайлдър по сценарий на Реймънд Чандлър. По-късно в кариерата си, блести и в друг шедьовър на същия режисьор - „Апартаментът“ (1960), където си партнира с Шърли Маклейн и Джак Лемън. За изпълнението си в продукцията на Уолт Дисни „Разсеяният професор“ (1961), Макмъри е номиниран за награда „Златен глобус“. През 1960-те, голяма популярност му носи хитовият телевизионен сериал „Моите трима синове“.

## Биография

### Ранни години
Макмъри е роден като Фредерик Мартин Макмъри на 30 август 1908 в градчето Канкаке, щата Илинойс. Родителите му Фредерик Макмъри, старши и Малета Мартин произхождат от щата Уисконсин. Няколко години след раждането му, семейството се установява в родния град на майката Бийвър Дам, окръг Додж, Уисконсин. Като юноша, Фред спечелва пълна стипендия за колежа „Карол“ в Уаукъшау, Усконсин. Като студент там, той участва в множество музикални групи, свирейки на саксофон.

## Избрана филмография

### Игрални филми
| Година | Филм                | Оригинално заглавие        | Роля                  | Режисьор         |
| ------ | ------------------- | -------------------------- | --------------------- | ---------------- |
| 1937   | Истинска изповед    | True Confession            | Кенет Бартлет         | Уесли Ръгълс     |
| 1940   | Запомни нощта       | Remember the Night         | Джон Сарджънт         | Мичъл Лейзен     |
| 1941   | Една нощ в Лисабон  | One Night in Lisbon        | Дуайт Хюстън          | Едуард Грифит    |
| 1942   | Горски рейнджъри    | The Forest Rangers         | Дон Стюарт            | Джордж Маршал    |
| 1944   | Двойна застраховка  | Double Indemnity           | Уолтър Неф            | Били Уайлдър     |
| 1950   | Гранична линия      | Borderline                 | Джони Маклин          | Уилям Сийтър     |
| 1959   | Рунтавото куче      | The Shaggy Dog             | Уилсън Даниълс        | Чарлз Бартън     |
| 1959   | Лице на беглец      | Face of a Fugitive         | Джим Ларсен           | Пол Венкос       |
| 1960   | Апартаментът        | The Apartment              | Джеф Шелдрейк         | Били Уайлдър     |
| 1961   | Разсеяният професор | The AbsentMinded Professor | професор Нед Брейнърд | Робърт Стивънсън |
| 1978   | Ятото               | The Swarm                  | Кметът Ларсън         | Ървин Алън       |

### Телевизия
| Година  | Филм               | Оригинално заглавие | Роля        | Режисьор | Бележки   |
| ------- | ------------------ | ------------------- | ----------- | -------- | --------- |
| 1960-72 | Моите трима синове | My Three Sons       | Стив Дъглас |          | ТВ сериал |